# 膿尿
膿尿（pyuria）是尿液裡含白血球或膿的狀況。膿，其實就是死亡或存活的白血球細胞。根據醫學上的定義，未離心且排尿中段的尿液，在每個高倍視野下，存在 6-10 个或更多嗜中性粒细胞
，可算是膿尿。在严格的定义下，脓尿的诊断还需要尿液变色、混浊或气味变化等条件；若无这些额外的特征，只能称为白细胞尿（leukocyturia）。脓尿可能是细菌性尿路感染的征兆，此外，败血症患者或老年肺炎患者常可出现脓尿。
无菌性脓尿是尿液中含有白细胞，但用标准培养技术却是无菌的；其通常因淋病等性传播感染，或因无法在细菌培养中生长的病毒而引起。

## 成因
以下為膿尿的可能成因：
- 病人在兩周內曾患有泌尿道感染；
- 因為撲熱息痛引起的副作用。

## 參看
- 尿液分析
- 川崎氏病